# Pseudopolydesmus serratus
Pseudopolydesmus serratus är en mångfotingart som först beskrevs av Thomas Say 1821.  Pseudopolydesmus serratus ingår i släktet Pseudopolydesmus och familjen plattdubbelfotingar. Inga underarter finns listade i Catalogue of Life.